# Max Simon
Maximilian Simon (Kołobrzeg, 8 de junho de 1844 – Estrasburgo, 15 de janeiro de 1918) foi um matemático alemão.
Maximilian Simon estudou de 1862 a 1866 em Berlim, onde obteve em 1867 um doutorado, orientado por Karl Weierstrass e Ernst Kummer.
Foi palestrante convidado do Congresso Internacional de Matemáticos em Heidelberg (1904: Über die Mathematik der Ägypter) e em Roma (1908).

## Obras
- Cusanus als Mathematiker. In: Festschrift Heinrich Weber zu seinem siebzigsten Geburtstag ...  Leipzig [u.a.], 1912. S 298-337. Digitalisat Univ. Heidelberg
- Euclid und die sechs planimetrischen Bücher, Teubner 1901
- Über die Entwicklung der Elementargeometrie im 19 Jahrhundert, Bericht der Deutschen Mathematikervereinigung, Teubner 1906
- Geschichte der Mathematik im Altertum in Verbindung mit antiker Kulturgeschichte, Berlin: B. Cassirer 1909
- Nichteuklidische Geometrie in elementarer Behandlung (Herausgeber Kuno Fladt), Teubner 1925
- Analytische Geometrie der Ebene, 3. Auflage, Sammlung Göschen 1900
- Analytische Geometrie des Raumes, 2 Bände, Sammlung Göschen 1900, 1901